# Trampolín de Saltos Valle de Astún
Trampolín de Saltos Valle de Astún – normalna skocznia narciarska o punkcie konstrukcyjnym umieszczonym na 90 metrze położona w hiszpańskiej miejscowości Astún.
Skocznia normalna powstała w 1980 roku, a do 2000 roku posiadała homologację FIS. Została wybudowana z myślą o organizacji Zimowej Uniwersjady 1981. Otworzono ją w 1981 roku, a pierwszymi rozegranymi na niej zawodami były zmagania o mistrzostwo Hiszpanii. Była jedną z aren Zimowej Uniwersjady 1981 (konkurs skoczków narciarskich wygrał Władimir Bojarincew) i Zimowej Uniwersjady 1995 (konkursy skoczków narciarskich wygrali: indywidualny Yukitaka Fukita, a drużynowy Japonia). Rozgrywano na niej także konkursy międzynarodowe w skokach narciarskich (w 1995 w takiej rywalizacji zwyciężył Francuz Ruddy Jardiné). Na początku lat 80. XX wieku proponowano aby Trampolín de Saltos Valle de Astún została areną Zimowych Igrzysk Olimpijskich 1992. Skocznia była wykorzystywana do około 1996 roku, gdy, ze względu na niewielkie zainteresowanie skokami narciarskimi, zaprzestano dalszego jej użytkowania. Od tego czasu pozostaje niewykorzystana. Według planów lokalnych władz z 2009 roku skocznia Trampolín de Saltos Valle de Astún ma zostać wyburzona.
Oprócz obiektu K90 istniały również skocznie K40 i K20. Z kompleksu korzystał klub Astún Club Deportivo.
Trampolín de Saltos Valle de Astún K90 była największą skocznią narciarską jaka kiedykolwiek funkcjonowała w Hiszpanii.